# Свистун Федір Іванович
Федір Іванович Свистун (1899 — 16 вересня 1982, місто Сокаль Львівської області) — український радянський діяч, голова колгоспу «Дружба» Сокальського району Львівської області. Герой Соціалістичної Праці (26.02.1958)

## Біографія
Народився в селянській родині.
Член КПРС.
З кінця 1940-х років — голова колгоспу імені 30-річчя Жовтня Сокальського району Львівської області.
З середини 1950-х років — голова колгоспу «Дружба» міста Сокаля (потім — села Поториця) Сокальського району Львівської області. Новатор сільськогосподарського виробництва.
Потім — на пенсії в Сокальському районі Львівської області.

## Нагороди
- Герой Соціалістичної Праці (26.02.1958)
- Орден Леніна (26.02.1958)
- ордени
- медалі